# هاري سبيرا
كان هارولد ر. هاري سبيرا (بالإنجليزية: Harry Spira)‏ طبيب بيطري أسترالي وعالم وراثة ومربي كلاب كان له دور فعال في تطوير برامج تربية الكلاب التي تستخدم التلقيح الصناعي والمني المجمد. مؤلف وقاضي عرض الكلاب، كان نشطًا في نادي بيت الكلب الوطني الأسترالي واقترح نظامًا بديلاً لتجميع سلالات الكلاب.

## مسار مهني ووظيفي
من بين أنشطته التي لا تعد ولا تحصى ، شارك سبيرا في الترويج للكلب الأفغاني في أستراليا وكان معارضًا صريحًا للتشريع الخاص بالسلالات ضد كلب الراعي الألماني . أعيد طبع كتابه " مصطلحات الكلاب" ، الذي أصبح يعتبر نصًا قياسيًا حول هذا الموضوع ، في عام 2006.
كان سبيرا أول أسترالي يحكم على جائزة الأفضل في العرض المرغوبة في معرض معرض كروفت للكلاب في إنجلترا.

## الوفاة
توفي سبيرا في نهاية العقد الأول من القرن الحادي والعشرين.